# Tomáš Frejlach
Tomáš Frejlach (* 24. listopadu 1985, Čáslav) je bývalý český profesionální fotbalista, který hrál na postu záložníka. Momentálně působí jako trenér v SK Malešov u Kutné Hory, kde s fotbalem začínal. Prvním prvoligovým klubem za který nastoupil, byl FK Marila Příbram. Českou republiku reprezentoval v juniorském výběru U21.
Jeho kariéru zbrzdilo zranění, které si přivodil 27. února 2007 na soustředění libereckého týmu na Kypru. Toto zranění ho připravilo o účast na mistrovství Evropy hráčů do 21 let.
Od konce roku 2012 působil na ročním hostování ve Zbrojovce Brno.